# 404 f.Kr.

## Händelser

### Efter plats

#### Grekland
- Den atenske ledaren Kleofon fortsätter att insistera på motstånd mot peloponnesierna, men situation blir hopplös, varför han arresteras, döms till döden och avrättas.
- 25 april – Aten, som är fullt av flyktingar och försvagat av pest och hunger, kapitulerar, varvid det peloponnesiska kriget tar slut.
- Theramenes säkrar fred på villkor att Aten inte förstörs; spartanerna tillåter till och med Aten att fortsätta vara självständigt. Dock förlorar staden alla sina utländska erövringar och vad som är kvar av dess flotta, samt tvingas bli Spartas allierade. De långa murarna runt Aten rivs och de grekiska städerna på andra sidan Egeiska havet i Jonien blir återigen undersåtar till det Persiska riket.
- Den spartanske generalen Lysander insätter en marionettregering i Aten i och med inrättandet av "de trettio tyrannernas oligarki" under Kritias, med Theramenes som ledande medlem. Denna regering låter avrätta ett antal medborgare och fråntar alla, utom några få, sina rättigheter.
- Många av Atens forna allierade styrs nu av styrelser om tio medlemmar (dekarki), ofta förstärkta av garnisoner under en spartansk ledare (Harmost).
- Den atenske generalen Thrasybulos landsförvisas av de trettio tyrannerna (oligarkin i Aten) och han drar sig då tillbaka till Thebe.
- Fiendskap uppstår mellan Theramenes och Kritias, som får Theramenes dödad (genom att dricka gift) efter att ha anklagat honom för förräderi.
- Efter den spartanska segern vid Aigospotami vågar den förre atenske ledaren Alkibiades åter sig fram och tar sin tillflykt till Frygien i nordvästra Mindre Asien, hos den persiske satrapen Farnabazos, och söker hans hjälp mot atenarna. Spartanerna upptäcker dock hans planer och ser till att Farnabazos får honom mördad.
- Lysander seglar till ön Samos och erövrar den åt Sparta.

#### Egypten
- Amyrtaios av Sais leder ett framgångsrikt uppror mot det Persiska rikets styre över Egyptens delta. Han blir den förste (och ende) faraon av den tjugoåttonde dynastin.

#### Persiska riket
- Den persiske kungen Dareios II dör av sjukdom i Babylon, varvid han efterträds av sin son Artaxerxes II (Memnon - 'den tankfulle').
- Dareios II:s yngre son, Kyros anklagas av Tissafernes, satrapen i Karien, för att konspirera för att få sin bror Araxerxes II mördad. På hans och Dareios moders, Parysatis, inverkan blir Kyros dock benådad och skickas tillbaka till sitt satrapdöme.

## Avlidna
- Theramenes, atensk statsman
- Alkibiades, atensk politiker och militär (mördad; född omkring 450 f.Kr.)
- Kleofon, atensk politiker och demagog
- Dareios II, kung av Persiska riket sedan 423 f.Kr.